# Wybory parlamentarne w Polsce w 1969 roku
Wybory parlamentarne w Polsce w 1969 roku – wybory do Sejmu PRL, które zostały przeprowadzone 1 czerwca 1969, równocześnie z wyborami do rad narodowych (na podstawie uchwały Rady Państwa z 14 marca 1969). Mandaty w Sejmie przydzielono organizacjom należącym do Frontu Jedności Narodu, według ustalonej puli. W Sejmie znaleźli się więc przedstawiciele PZPR (w większości), pozostałych koncesjonowanych partii (ZSL i SD), a także kilkadziesiąt osób bezpartyjnych (w tym po kilku przedstawicieli Stowarzyszenia „Pax”, Znaku i ChSS). Frekwencję 97,61% zatwierdziło Biuro Polityczne KC PZPR.

## Oficjalne wyniki głosowania i wyniki wyborów
Oficjalnie podano, że frekwencja w wyborach do Sejmu wyniosła 97,61%. Według obwieszczenia Państwowej Komisji Wyborczej na listy FJN oddano 99,22% ważnych głosów. Głosów nieważnych oddano 7 766, czyli 0,04% wszystkich oddanych głosów.

### Podział mandatów
|  | Ugrupowanie                              | Mandaty | % mandatów |
|  | ---------------------------------------- | ------- | ---------- |
|  | Polska Zjednoczona Partia Robotnicza     | 255     | 55,4%      |
|  | Zjednoczone Stronnictwo Ludowe           | 117     | 25,4%      |
|  | Stronnictwo Demokratyczne                | 39      | 8,5%       |
|  | Stowarzyszenie „Pax”                     | 5       | 1,1%       |
|  | Znak                                     | 5       | 1,1%       |
|  | Chrześcijańskie Stowarzyszenie Społeczne | 2       | 0,4%       |
|  | Niestowarzyszeni                         | 37      | 8%         |

### Przykładowe wyniki na poszczególnych kandydatów
- poseł Władysław Gomułka w okręgu wyborczym nr 3 w Warszawie-Praga – 99,44%
- poseł Józef Cyrankiewicz w okręgu wyborczym nr 4 w Krakowie – 94,00% (najmniej spośród kandydatów, znajdujących się na pierwszych miejscach na listach wyborczych)
- poseł Ignacy Loga-Sowiński w okręgu wyborczym nr 6 w Łodzi – 96,86%
- poseł Marian Spychalski w okręgu wyborczym nr 7 w Poznaniu – 95,63%
- poseł Jerzy Hagmajer w okręgu wyborczym nr 10 w Ełku – 92,24% (najmniej spośród kandydatów, którzy otrzymali legitymację poselską)
- poseł Edward Gierek w okręgu wyborczym nr 27 w Sosnowcu – 99,78% (najwięcej spośród wszystkich kandydatów)